# Jakob Berlin
Jakob Berlin (i riksdagen kallad Berlin i Stockholm, senare i Umeå och åter i Stockholm), född 18 januari 1841 i Härnösand, död 5 april 1908 i Stockholm, var en svensk sekreterare och riksdagsman. Han var son till kontraktsprosten Henrik Jacob Berlin (1800–1887) och hans hustru Johanna Gustafva Amnéus (1815–1896).
Berlin var sekreterare i överståthållarämbetets kansli 1885–1906. Han var tillförordnad landshövding i Västerbottens län 1899–1900. Som riksdagsman var han ledamot av första kammaren i Sveriges riksdag från 1897 till sin död, invald i Västerbottens läns valkrets. Han skrev 2 egna motioner i riksdagen om sedelutgivningsrätten och om bestämmelser angående användandet av tolk vid rättegångar.